# Bundestagswahlkreis Berlin-Friedrichshain – Treptow – Lichtenberg I
Der Bundestagswahlkreis Berlin-Friedrichshain – Treptow – Lichtenberg I war ein Bundestagswahlkreis in Berlin, der in dieser Form nur für eine Wahlperiode von 1990 bis 1994 existierte. Er umfasste die ehemaligen Bezirke Friedrichshain und Treptow sowie einen Teil des ehemaligen Bezirks Lichtenberg. Zur Bundestagswahl 1994 wurde sein Gebiet auf die Wahlkreise Berlin-Köpenick – Treptow und Berlin-Friedrichshain – Lichtenberg aufgeteilt.

## Bundestagswahl 1990
| Kandidaten                     | Kandidaten                  | Parteien/Listen   | Erststimmen | Erststimmen | Zweitstimmen | Zweitstimmen |
| Kandidaten                     | Kandidaten                  | Parteien/Listen   | Stimmen     | %           | Stimmen      | %            |
| ------------------------------ | --------------------------- | ----------------- | ----------- | ----------- | ------------ | ------------ |
|                                | −                           | CDU               | 35.219      | 24,2        | 34.092       | 23,1         |
|                                | Nils Diederichgewählt im WK | SPD               | 52.410      | 36,1        | 47.440       | 32,2         |
|                                | −                           | FDP               | 10.357      | 7,1         | 10.818       | 7,3          |
|                                | −                           | Die Grünen        | –           | –           | 2.082        | 1,4          |
|                                | −                           | PDS               | 41.390      | 28,5        | 37.847       | 25,7         |
|                                | −                           | DSU               | 306         | 0,2         | 242          | 0,2          |
|                                | −                           | Bündnis 90        | –           | –           | 10.613       | 7,2          |
|                                | −                           | DDD               | –           | –           | 57           | 0,0          |
|                                | −                           | BSA               | –           | –           | 17           | 0,0          |
|                                | −                           | Graue             | 3.184       | 2,2         | 1.653        | 1,1          |
|                                | −                           | REP               | 2.273       | 1,6         | 2.147        | 1,5          |
|                                | −                           | KPD               | –           | –           | 35           | 0,0          |
|                                | −                           | NPD               | 204         | 0,1         | 168          | 0,1          |
|                                | −                           | ÖDP               | –           | –           | 145          | 0,1          |
|                                | −                           | Patrioten         | –           | –           | 6            | 0,0          |
|                                | −                           | SpAD              | –           | –           | 19           | 0,0          |
|                                | −                           | VAA               | –           | –           | 50           | 0,0          |
| Gesamt                         | Gesamt                      | Gesamt            | 145.343     | 100         | 147.431      | 100          |
|                                |                             |                   |             |             |              |              |
| Ungültige Stimmen              | Ungültige Stimmen           | Ungültige Stimmen | 4.074       | 2,7         | 1.986        | 1,3          |
| Wähler                         | Wähler                      | Wähler            | 149.417     | 76,3        | 149.417      | 76,3         |
| Wahlberechtigte                | Wahlberechtigte             | Wahlberechtigte   | 195.846     |             | 195.846      |              |
|                                |                             |                   |             |             |              |              |
| Quellen: Der Bundeswahlleiter, |                             |                   |             |             |              |              |

## Wahlkreisgeschichte
| Wahl | Wahlkreisname                                       | Gebiet                                                   | Wahlkreissieger | Partei | Erststimmen |
| ---- | --------------------------------------------------- | -------------------------------------------------------- | --------------- | ------ | ----------- |
| 1990 | 259 Berlin-Friedrichshain – Treptow – Lichtenberg I | Bezirke Friedrichshain, Treptow und Lichtenberg (teilw.) | Nils Diederich  | SPD    | 36,1 %      |

## Einzelnachweis
1. ↑  Stimmenübersicht zur Bundestagswahl 1990